# 科姆里环形山
科姆里环形山（Comrie）是位于月球背面北半部的一座古老大撞击坑，约形成于39.2-38.5亿年前的酒海纪，其名称取自新西兰天文学家、机械计算机先驱萊斯利·约翰·科姆里（1893年-1950年），1970年被国际天文学联合会正式批准接受。

## 描述

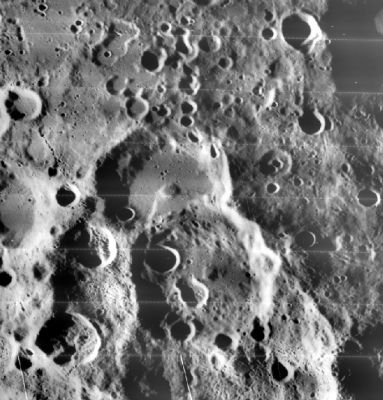
月球轨道器4号拍摄，中间是科姆里环形山，下方为卫星坑"科姆里 K"。

该陨坑西北偏北毗邻留基伯环形山、东北靠近帕列纳戈环形山，从东侧至东南分别坐落了伯克纳环形山、罗伯逊环形山及奥尔特环形山，而南面及西南则横亘着欧姆环形山和斯滕伯格环形山。该陨坑中心月面坐标为23°23′N 113°10′W / 23.39°N 113.17°W，直径59.25公里，深度约2.711公里。
科姆里环形山是一组三联坑中位于最北面的一座(从北往南分别是科姆里环形山、卫星坑"科姆里 K"以及一座已严重损毁的大无名坑)，其边缘轮廓呈多边形状，南侧与卫星坑"科姆里 K"间的共壁较为平直，其余部分坑壁也已被侵蚀和磨损。沿内侧壁可见到一些模糊的阶地结构残迹，东北壁分布了一串向北延伸的无名链坑。科姆里环形山坑壁最大高出周边地形1200米，内部容积约2961.33公里3。坑内地表较为平坦，中心处坐落了一座小穹状丘，并向西南延伸出一道小山脊，一直绵延至卫星坑"科姆里 K"的西北内壁。而它的西半侧坑底则覆盖了一些来自欧姆环形山的明亮射纹束。
卫星坑"科姆里 K"北侧边缘较平直，而南侧只残留有一小段坑壁。坑内东半侧地表较为崎岖，但只散布有少量细小的坑穴，靠近西北、西南内壁以及中心点西南各坐落了一座小撞击坑，坑底中心附近分布有一座呈西南走向的小山脊。

## 卫星陨石坑
按惯例，最靠近科姆里环形山的卫星坑将在月图上以字母标注在它的中心点旁边.

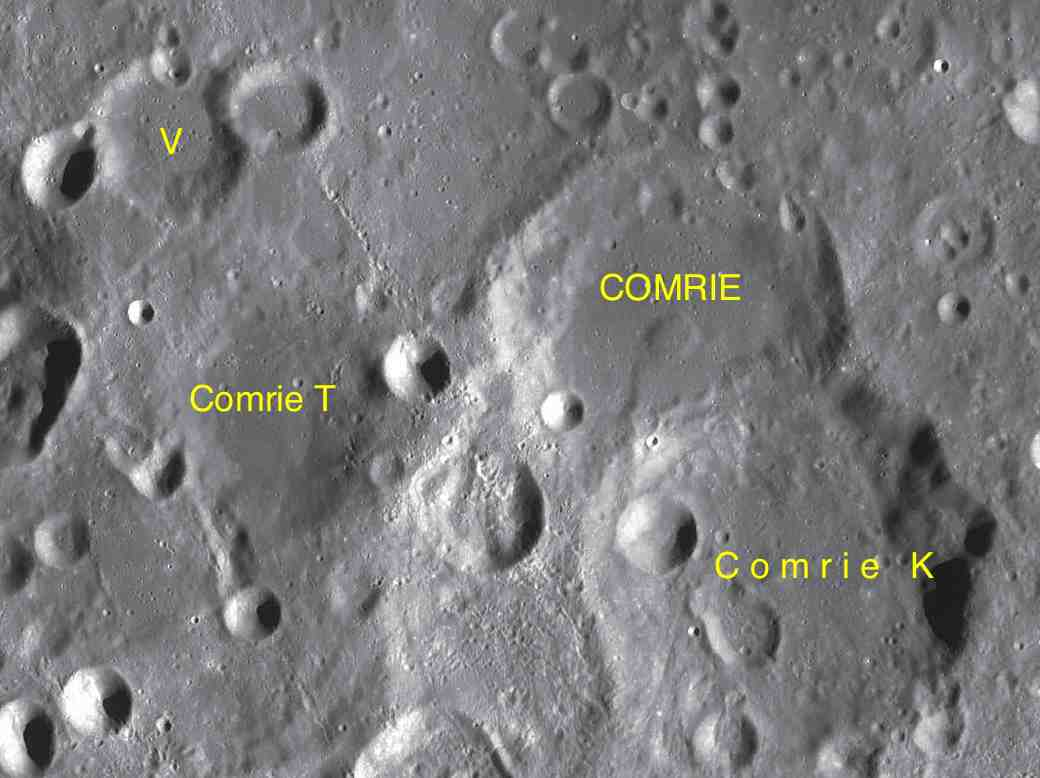
LAC-53 区域图

| 科姆里 | 纬度     | 经度      | 直径      |
| ------ | -------- | --------- | --------- |
| K      | 21.92° N | 112.57° W | 70.60公里 |
| T      | 23.05° N | 115.66° W | 42.45公里 |
| V      | 24.58° N | 116.16° W | 28.49公里 |

- 卫星坑"科姆里 K"约形成于前酒海纪[1]；
- 卫星坑"科姆里 T"约形成于酒海纪[1]。

## 参引资料
1. 1 2 3 4 5 6  Lunar Impact Crater Database
2. ↑   (PDF).   [2017-03-25]. （原始内容存档 (PDF)于2020-06-01）.
3. ↑  .   [2017-03-25]. （原始内容存档于2018-06-26）.

## 另请参阅
- Andersson, L. E.; Whitaker, E. A. . NASA RP-1097. 1982.
- Blue, Jennifer. . USGS. July 25, 2007  [2007-08-05]. （原始内容存档于2018-12-25）.
- Bussey, B.; Spudis, P. . New York: Cambridge University Press. 2004. ISBN 978-0-521-81528-4.
- Cocks, Elijah E.; Cocks, Josiah C. . Tudor Publishers. 1995. ISBN 978-0-936389-27-1.
- McDowell, Jonathan. . Jonathan's Space Report. July 15, 2007  [2007-10-24]. （原始内容存档于2018-12-25）.
- Menzel, D. H.; Minnaert, M.; Levin, B.; Dollfus, A.; Bell, B. . Space Science Reviews. 1971, 12 (2): 136–186. Bibcode:1971SSRv...12..136M. doi:10.1007/BF00171763.
- Moore, Patrick. . Sterling Publishing Co. 2001. ISBN 978-0-304-35469-6.
- Price, Fred W. . Cambridge University Press. 1988. ISBN 978-0-521-33500-3.
- Rükl, Antonín. . Kalmbach Books. 1990. ISBN 978-0-913135-17-4.
- Webb, Rev. T. W.  6th revised. Dover. 1962. ISBN 978-0-486-20917-3.
- Whitaker, Ewen A. . Cambridge University Press. 1999. ISBN 978-0-521-62248-6.
- Wlasuk, Peter T. . Springer. 2000. ISBN 978-1-85233-193-1.